# 多賀町
多賀町（日语：／ Taga chō */?）是位於日本滋賀縣東部的行政區劃，轄區東部大部分區域位於鈴鹿山脈西側，與三重縣、岐阜縣接鄰，主要市區西部湖東平原犬上川右岸的區域。
1980年代後以多賀大社為中心的觀光產業成為町內主要的經濟活動，不過在1990年代起，配合「琵琶湖東部中核工業團地」陸續在町內設立工業區，現在包括麒麟啤酒、富士麵包集團本社、平和堂、日本通運、參天製藥、新高、迪恩士在此都設有生產據點。

## 人口
| 多賀町人口分布圖 |                                               |  |
| 多賀町與日本全國年齡別人口分布比較圖 （2005年資料） | 多賀町的年齡、男女別人口分布圖 （2005年資料） |  |
| ■紫色是多賀町 ■綠色是全国 | ■藍色是男性 ■紅色是女性                       |  |
| 多賀町人口變化 \| 1970年 \| 9,279人 \| \| \| 1975年 \| 9,382人 \| \| \| 1980年 \| 9,284人 \| \| \| 1985年 \| 9,353人 \| \| \| 1990年 \| 9,136人 \| \| \| 1995年 \| 8,916人 \| \| \| 2000年 \| 8,463人 \| \| \| 2005年 \| 8,145人 \| \| \| 2010年 \| 7,761人 \| \| \| 2015年 \| 7,355人 \| \| \| 2020年 \| 7,274人 \| \| |                                               |  |
| 資料來源：日本總務省統計中心提供之人口普查數據 |                                               |  |
| 1970年 | 9,279人                                       |  |
| 1975年 | 9,382人                                       |  |
| 1980年 | 9,284人                                       |  |
| 1985年 | 9,353人                                       |  |
| 1990年 | 9,136人                                       |  |
| 1995年 | 8,916人                                       |  |
| 2000年 | 8,463人                                       |  |
| 2005年 | 8,145人                                       |  |
| 2010年 | 7,761人                                       |  |
| 2015年 | 7,355人                                       |  |
| 2020年 | 7,274人                                       |  |

## 历史
過去在令制國時代屬於近江國犬上郡，地名「多賀」源自位於轄內西部平原區域建於8世紀以前的多賀大社，此地也因此以門前町的形式開始發展；過去負責管理多賀大社的社家多賀氏後來也逐漸演變成統治當地的武士家族。
17世紀進入江戶時代後，成為彥根藩的領地，直到1871年廢藩置縣後一度隸屬彥根縣，不過在旋即被整併至長濱縣，1872年又與滋賀縣整併。
1889年日本實施町村制，現在的多賀町轄區在當時分屬位於西部的多賀村和久德村，位於南部山區的大瀧村、，位於北部山區的芹谷村，位於東部山區的脇畑村共五個行政區劃；其中多賀村、芹谷村、久德村在1941年合併為第一代的多賀町，1955年又進一步與大瀧村、脇畑村合併為現在的多賀町。

### 變遷表
| 1889年4月1日 | 1889年 - 1912年 | 1912年 - 1944年            | 1945年 - 1954年            | 1955年 - 1989年           | 1989年 - 現在             | 現在                      |
| ------------ | --------------- | -------------------------- | -------------------------- | ------------------------- | ------------------------- | ------------------------- |
| 大瀧村       | 大瀧村          | 大瀧村                     | 大瀧村                     | 1955年4月1日 合併為多賀町 | 1955年4月1日 合併為多賀町 | 1955年4月1日 合併為多賀町 |
| 多賀村       | 多賀村          | 1941年11月3日 合併為多賀町 | 1941年11月3日 合併為多賀町 | 1955年4月1日 合併為多賀町 | 1955年4月1日 合併為多賀町 | 1955年4月1日 合併為多賀町 |
| 久德村       |                 | 1941年11月3日 合併為多賀町 | 1941年11月3日 合併為多賀町 | 1955年4月1日 合併為多賀町 | 1955年4月1日 合併為多賀町 | 1955年4月1日 合併為多賀町 |
| 芹谷村       |                 | 1941年11月3日 合併為多賀町 | 1941年11月3日 合併為多賀町 | 1955年4月1日 合併為多賀町 | 1955年4月1日 合併為多賀町 | 1955年4月1日 合併為多賀町 |
| 脇畑村       |                 |                            |                            | 1955年4月1日 合併為多賀町 | 1955年4月1日 合併為多賀町 | 1955年4月1日 合併為多賀町 |

## 行政

### 歴任首長
| 屆         | 姓名       | 上任日期      | 卸任日期      | 備註 |
| ---------- | ---------- | ------------- | ------------- | ---- |
| 1          | 土田茂平   | 1955年5月1日  | 1959年4月30日 |      |
| 2          | 土田茂平   | 1959年5月1日  | 1963年4月30日 |      |
| 3          | 集治政太郎 | 1963年5月1日  | 1965年3月29日 |      |
| 4          | 山本外次郎 | 1965年4月30日 | 1966年1月6日  |      |
| 5          | 藤本豐三   | 1966年2月18日 | 1970年2月17日 |      |
| 6          | 林清一郎   | 1970年2月18日 | 1974年2月17日 |      |
| 7          | 林清一郎   | 1974年2月18日 | 1978年2月17日 |      |
| 8          | 林清一郎   | 1978年2月18日 | 1982年2月17日 |      |
| 9          | 林清一郎   | 1982年2月18日 | 1984年2月19日 |      |
| 10         | 中川泰三   | 1984年3月18日 | 1988年3月17日 |      |
| 11         | 中川泰三   | 1988年3月18日 | 1992年3月17日 |      |
| 12         | 中川泰三   | 1992年3月18日 | 1996年3月17日 |      |
| 13         | 夏原覺     | 1996年3月18日 | 2000年3月17日 |      |
| 14         | 夏原覺     | 2000年3月18日 | 2004年3月17日 |      |
| 15         | 夏原覺     | 2004年3月18日 | 2008年3月17日 |      |
| 16         | 久保久良   | 2008年3月18日 | 2012年3月17日 |      |
| 17         | 久保久良   | 2012年3月18日 | 2016年3月17日 |      |
| 18         | 久保久良   | 2016年3月18日 | 2020年3月17日 |      |
| 19         | 久保久良   | 2020年3月18日 | 現任          |      |
| 參考資料： |            |               |               |      |

## 交通

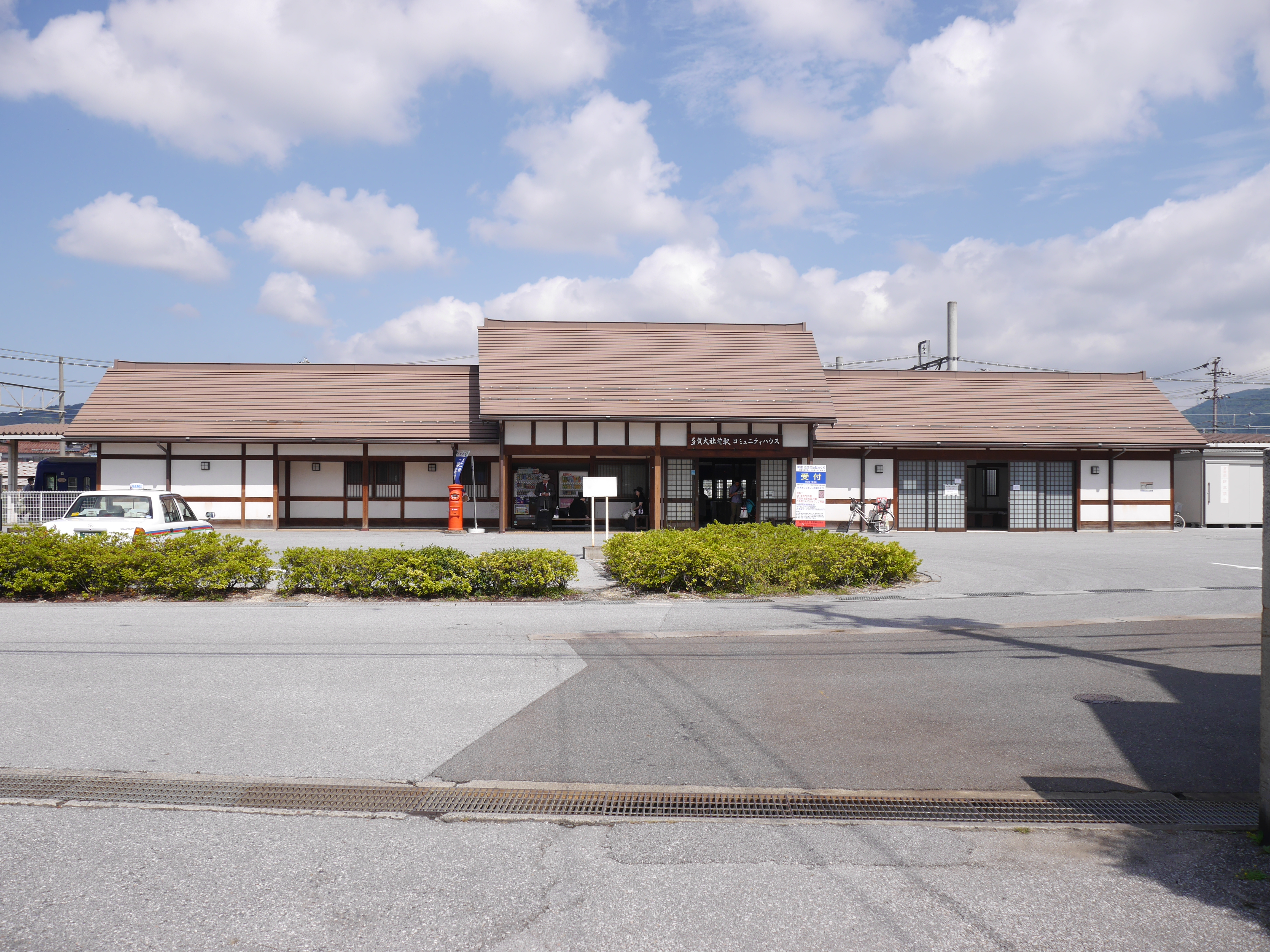
多賀大社前車站

近江鐵道多賀線自西側彥根市內的高宮車站延伸至町內的多賀大社前，設有多賀大社前車站，現在也是町內唯一的聯外鐵路交通；町內其餘地區則仰賴湖國巴士經營的客運路線。
高速公路名神高速公路雖然以南北向直接貫穿轄區，但並未在町內設有交流道，需要從北側彥根市內的彥根交流道下高速公路後，再經由國道306號進入町內，國道306號同時橫貫町內主要市區至東部山區的主要公路。

### 鐵路
- 近江鐵道
- 多賀線：（彥根市） - 多賀大社前車站

### 公路
高速公路
- 名神高速公路：（彥根市） - 多賀服務區 - （甲良町）

## 觀光資源
已有超過1,300年歷史的多賀大社是町內最主要的觀光中心，此外位於北部山區內的鐘乳洞河內風穴，內部總長達10,020公尺，為全日本第四長的洞穴，其中有約200公尺的區域已對外開放參觀。

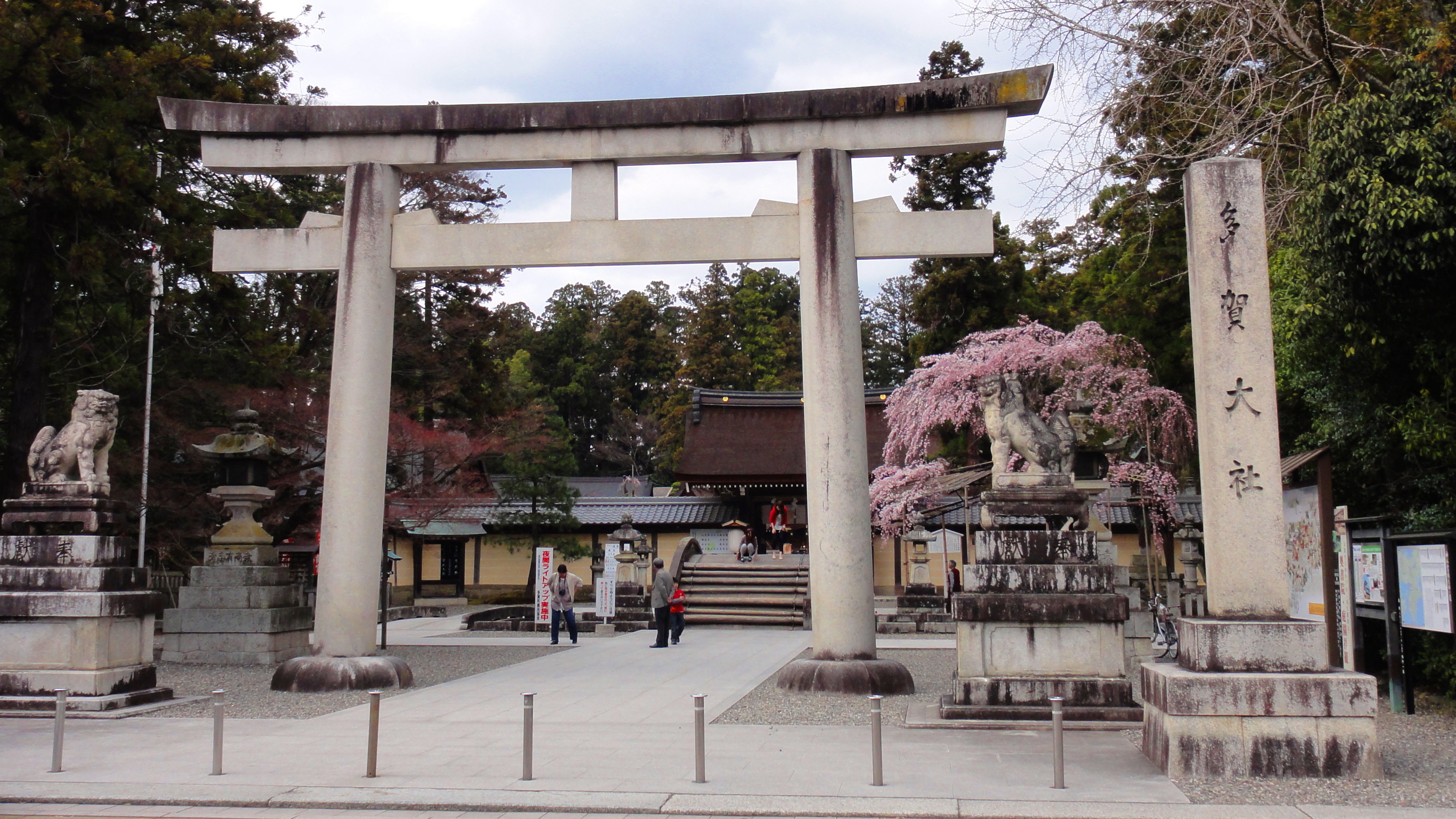
多賀大社鳥居
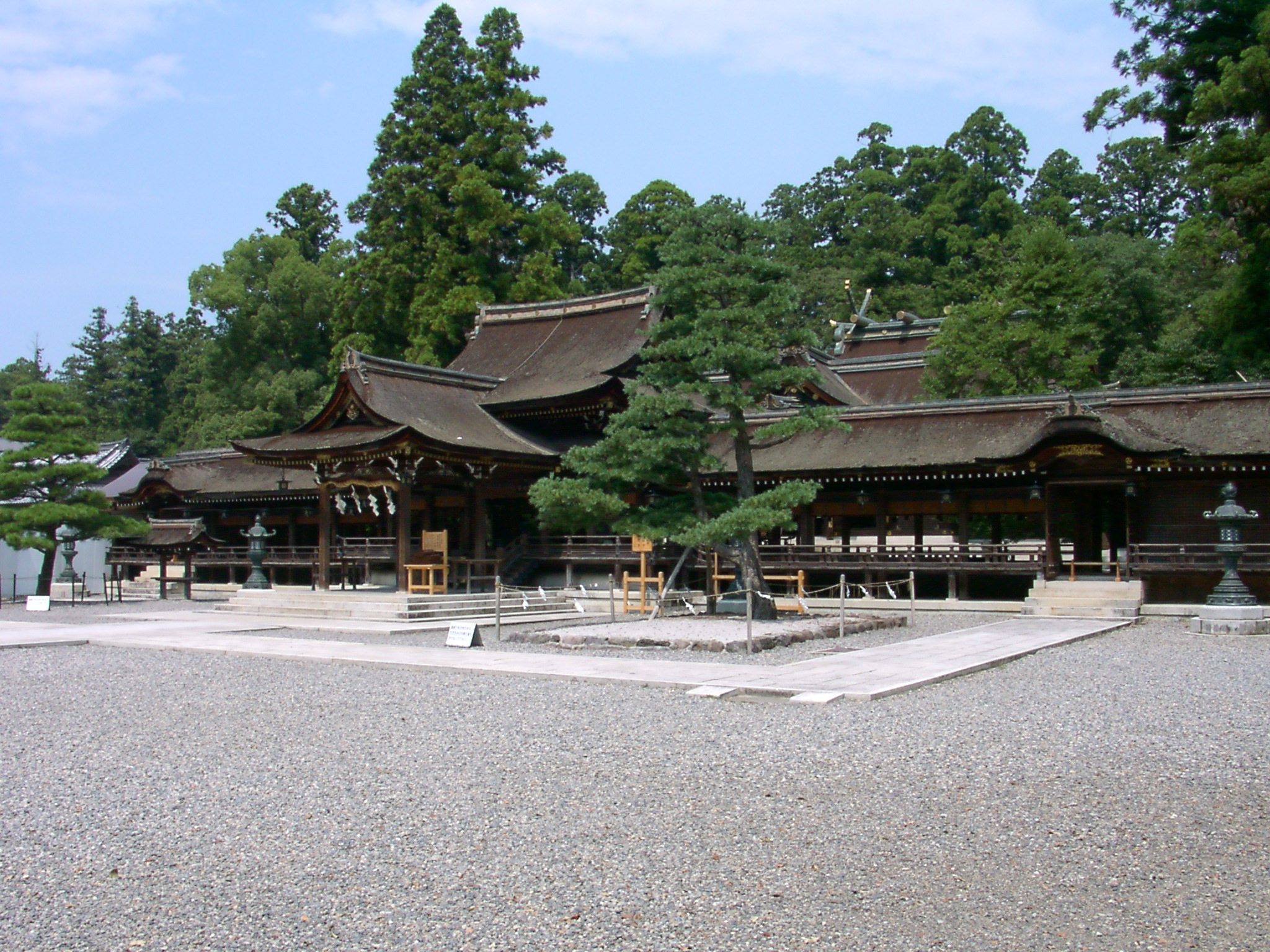
多賀大社
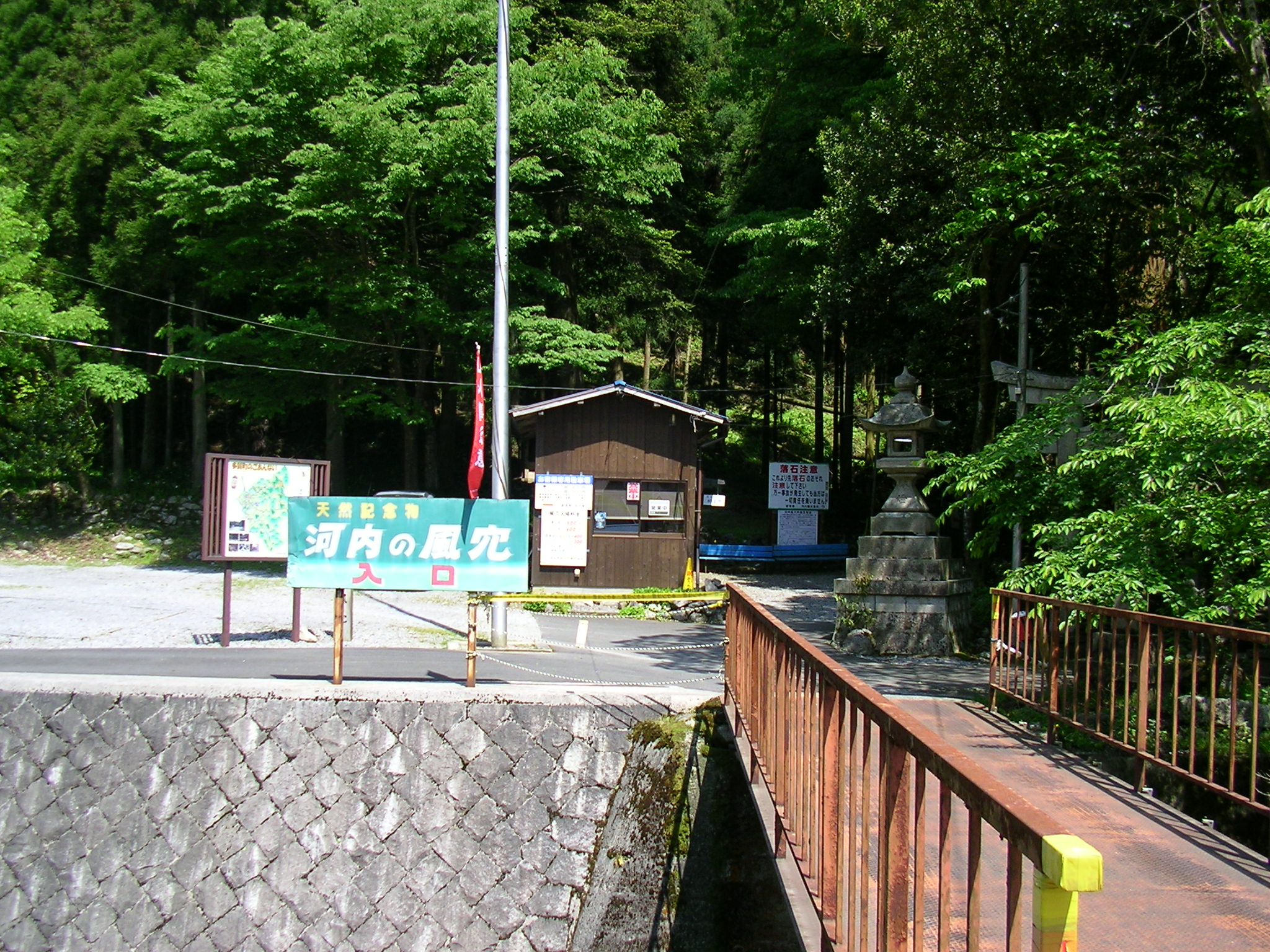
河內風穴入口

## 教育
町內目前只有多賀町立多賀中學校及多賀町立多賀小學校、多賀町立大瀧小學校共三所學校。

## 姊妹、友好城市

### 日本
- 日置市（鹿兒島縣）
多賀町於1984年與伊集院町（日语：伊集院町）締結為兄弟都市，2005年伊集院町合併為日置市後，兩地仍持續兄弟都市之關係。

## 外部連結
- （日語） 多賀觀光協會 （页面存档备份，存于）